# Т.129
T.129 — танкодесантне судно Імперського флоту Японії, яке взяло участь у Другій світовій війні.
Корабель спорудили у 1944 році на верфі Kawanami Kogyo в Урасакі. Він відносився до типу T.103 та був розрахований на перевезення 120 військовослужбовців, 22 тон вантажу та (один з варіантів) 13 танків Тип 95 Ha-Go / 9 танків Тип 97 Chi-Ha / 7 танків Тип 2 Ka-Mi / 5 танків Тип 3 Ka-Chi. Також передбачались варінати із перевезенням замість танків 280 військовослужбовців або 220 тон вантажу.
26  липня 1944-го Т.129 вийшов з Амбону (південна частина Молуккського архіпелагу), на початку серпня відвідав Сурабаю (головна база на сході Яви), потім перейшов до Макассару (південно-західний півострів острова Сулавесі) і 12 серпня вийшов звідси назад до Амбону.
Після опівдня 13 серпня 1944-го в морі Банда за чотири сотні кілометрів на південний захід від Амбону з американського підводного човна USS Cod помітили дими Т.129. Субмарина почала зближення, а потім занурилась, оскільки з неї помітили наявність на цілі певного озброєння. Втім, розгледіли лише зенітні автомати, командир Cod у підсумку вирішив сплисти та вступити в артилерійській бій. З палубної гармати субмарини випустили 22 снаряди, проте не досягнули жодного влучання у ціль, яка актвино маневрувала. Коли дистанція стала меншою за 9 кілометрів з японського судна також відкрили вогонь, при цьому перший снаряд впав за три сотні метрів від Cod, а другий (коли субмарина вже занурювалась) менш ніж за півтори сотні метрів.
Втім, на підводному човні не відмовились від переслідування та за дві години після опівночі в районі за сто вісімдесят кілометрів від Амбону дали по Т.129 залп із чотирьох торпед. Одразу три торпеди потрапили у ціль та зруйнували її кормову частиную Носова частина ще кілька хвилин трималась на воді, після чого затонула.